# Balakovo
Balakovo (en ruso: Балаково, pronunciado [bəlɐˈkovə]) es una ciudad del óblast de Sarátov, Rusia. Fue fundada en 1762, y es ciudad desde 1913. Tiene una población de 199 690 (censo de 2010); 200 470 (censo de 2002); 197 391 (censo de 1989).
Balakovo es la ubicación de la central hidroeléctrica de Sarátov sobre el río Volga y de la central nuclear de Balakovo. Cuenta con el aeropuerto de Balakovo, que actualmente no funciona.

## Historia

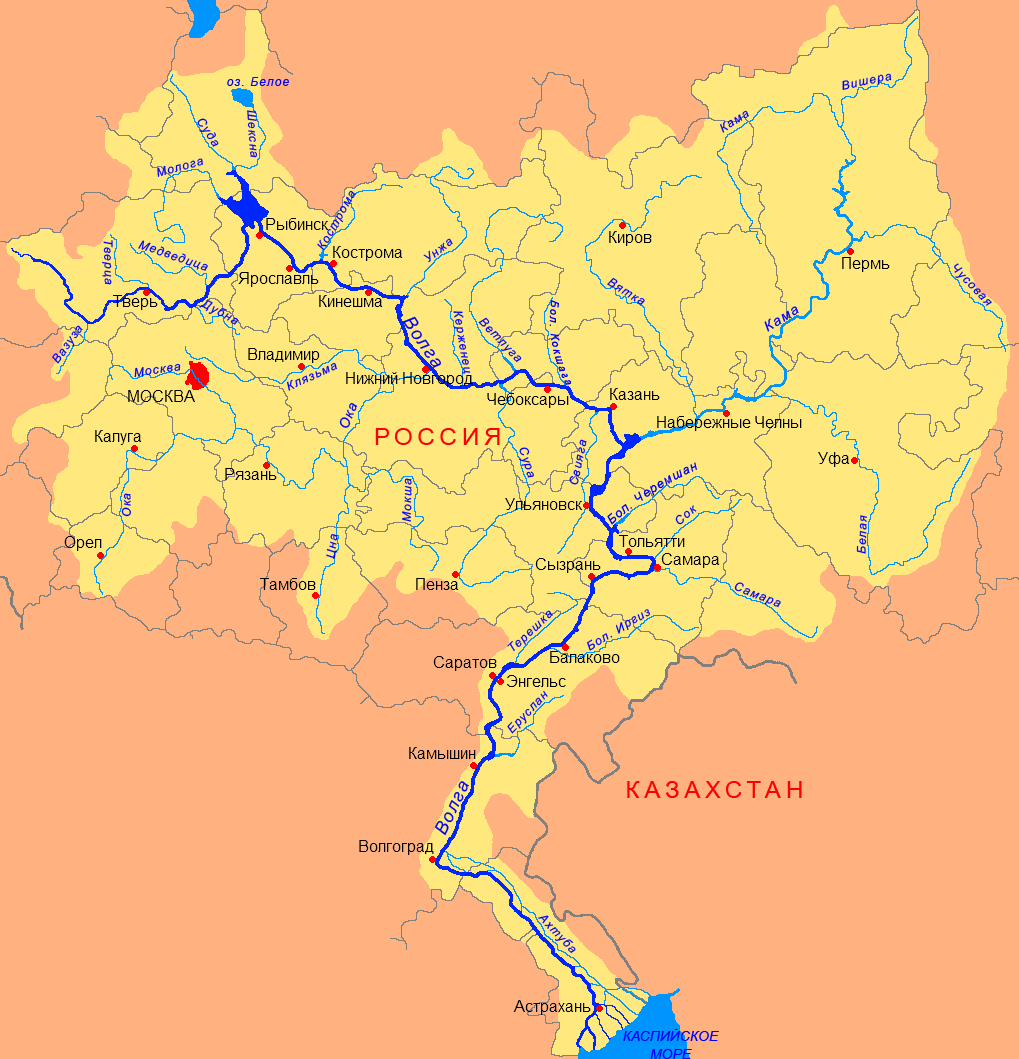
Balakovo (Балаково) en el curso medio del Volga; mapa en ruso

La historia de Balakovo comienza desde el primer tercio del siglo XVIII. En el archivo de San Petersburgo se descubrió un documento del año 1738 en el cual se menciona una propiedad de cosacos que estaba dispuesto a dos verstás (antigua medida rusa ≈ 1,06 km) de Volga. El decreto de Catalina II  el 14 de diciembre de 1782 dio comienzo a la población de la orilla izquierda de Volga. En los finales del siglo XVII Balakovo seguía ignorando el poder de terratenientes. En 1780 fue incluida en al dominio de Sarátov.
En 1911 se emitió un decreto según el cual Balakovo obtuvo el estatuto de ciudad con derecho de autogobierno. En víspera de la revolución de 1917, Balakovo tenía 6 iglesias, 7 colegios, una central eléctrica, una fábrica de fundición de hierro de Fiódor Blinov, una fábrica mecánica del motor petrolero de los hermanos Mamin, talleres de reparación de barcos, carpintería, serrerías, molinos, un hospital público y una biblioteca.
El aspecto de la antigua ciudad es el fruto del trabajo de los arquitectos Schechtel y Meyer. Recuperando el aspecto histórico en el centro de la ciudad, Balakovo está creciendo por los edificios nuevos por los extremos. La estación de los trenes y la estación de los autobuses representan un nuevo aspecto de la ciudad y le sirven de adornamiento moderno.
Entre 1956 y 1971 se construyó la central hidroeléctrica que llevó a la inundación de la parte ribereña de la ciudad y a la crecida del Volga. Es lo que cambió la ciudad y fue la razón de su aumento. Muy pronto fue construido el complejo industrial que contiene más de 20 empresas de distintos sectores. En 1985 comenzó a funcionar la central nuclear.

## Deportes
La ciudad cuenta con un equipo de speedway llamado SK Turbina, que es seis veces campeón de la URSS y tres veces campeón de Rusia. El estadio Trud acogió la semifinal del Campeonato Europeo de Speedway, la clasificación para el Grand Prix de Speedway, la final del Campeonato Mundial Junior de Speedway y otras competiciones internacionales.

## Ciudades hermanadas
Balakovo está hermanada con:
- Bakú (Azerbaiyán)
- Cherepovets (Rusia)
- Pabianice (Polonia)
- Trnava (Eslovaquia).